# Elektrizitätswerk Neustadt-Glewe
Das Elektrizitätswerk (kurz: E-Werk) in der mecklenburgischen Stadt Neustadt-Glewe ist ein Laufwasserkraftwerk an einem rechten Seitenarm des Flusses Elde. Bis in die 1980er Jahre dienten zusätzlich Dieselaggregate der Stromgewinnung. Das Elektrizitätswerk mit Maschinenhaus, Verwaltungsgebäude und Fachwerkschuppen steht unter Denkmalschutz.
Das E-Werk liegt in der Innenstadt Neustadt-Glewes zwischen der Alten Burg und dem Neuen Schloss, nahe der durch die Stadt verlaufenden Bundesstraße 191.

## Geschichte
Eine erste Verteilungsanlage für elektrischen Strom gab es in Neustadt-Glewe schon vor dem Kraftwerksbau 1896/97.
Das Elektrizitätswerk wurde auf den Fundamenten einer 1918 abgebrannten Wassermühle errichtet und nahm 1922 den Betrieb auf. Betreiber des kombinierten Diesel- und Wasserkraftwerks waren die Mecklenburgisch-Schwerinschen Landes-Elektrizitätswerke (LEW). Die Leistung der beiden Wasserturbinen lag bei etwa 120 Kilowatt. Weiterhin standen vier ehemalige U-Boot-Dieselmotoren zur Verfügung, 1925 kamen zwei weitere Dieselaggregate hinzu. Zusammen betrug die installierte Leistung ein Vielfaches der Leistung der Wasserturbinen. Der Turm des E-Werkes wurde als Kraftstoffspeicher genutzt. Die Dieselmotoren wurden Ende 1945 als Reparationsleistung abgebaut und in die Sowjetunion verbracht. 1961 ging das Dieselkraftwerk wieder ans Netz. Bereits zuvor, im Jahr 1956, nahm mit dem Wasserkraftwerk Lewitzschleuse im Norden Neustadt-Glewes ein weiteres Kraftwerk seinen Betrieb auf. Die Dieselmotoren im innerstädtischen Elektrizitätswerk wurden in den 1980er Jahren entfernt. Von Beginn an wurde Drehstrom für das flächendeckende Hochspannungsnetz erzeugt.
1998 verkaufte die WEMAG das Kraftwerk zusammen mit dem Wasserkraftwerk an der Lewitzschleuse an einen privaten Betreiber. Die leerstehende Werkhalle wird vermietet, unter anderem einen örtlichen Party-Verein, der hier etwa fünfmal jährlich Veranstaltungen ausrichtet.